# مقاطعة ويلاسي (تكساس)
مقاطعة ويلاسي (بالإنجليزية: Willacy  County)‏ هي إحدى المقاطعات في ولاية تكساس، الولايات المتحدة الأمريكية.